# 西頓動物記：小松鼠斑斑
《西頓動物記：小松鼠斑斑》（羅馬化：Shīton Dōbutsuki Risu no Banā）是一部1979年日本電視動畫，由日本動畫公司製作，共26集，改編自美國作家歐尼斯特·湯普森·西頓1922年出版的兒童讀物《灰松鼠旗尾》（《西頓動物記》系列）。

## 劇情大意
主角斑斑（バナー，英語原名為Bannertail）是一隻脖子上掛著鈴鐺的小松鼠。班斑出生後不久就被人類捕獲，並打算將牠作為寵物貓的食物，然而母貓並沒有吃掉牠反而把牠當成親生孩子撫養長大。然而好景不常，一場火災使牠被迫與養母分開，之後牠逃到森林，試圖與其他野生松鼠成為朋友並學習在野外生存。

## 主題曲
OP - 「きみはねこじゃない」
作詞 - 香山美子 / 作曲・編曲 - 小森昭宏 / 歌 - 朝倉理惠
ED - 「ヒッコリーのきのみ」
作詞 - 香山美子 / 作曲・編曲 - 小森昭宏 / 歌 - 朝倉理惠

## 外部連結
- シートン動物記 りすのバナー | 作品紹介 | NIPPON ANIMATION （页面存档备份，存于）
- Bannertail: The Story of Gray Squirrel（動畫）在動畫新聞網百科全書中的資料（英文）